# Scopula meissli
Scopula meissli là một loài bướm đêm trong họ Geometridae.